# Ellen Müller-Preis
Ellen S. Müller-Preis (ur. 6 maja 1912 w Charlottenburgu, zm. 18 listopada 2007 w Wiedniu) – austriacka florecistka pochodzenia żydowskiego, trzykrotna medalistka olimpijska i wielokrotna medalistka mistrzostw świata.

## Życiorys
Była córką Niemki i Austriaka, posiadała podwójne obywatelstwo. Była zawodniczką założonego przez jej ciotkę, Wilhelmine Werdnik, klubu „Fechtsaal Werdnik“ (1928-1938 i 1953-1958), a także „FK Union-Rodenstein“ (1939-1944), „Union-Fechtklub“ (1946-1950).
Na igrzyskach olimpijskich w Los Angeles w 1932 roku wywalczyła złoty medal w zawodach indywidualnych. W rundzie finałowej wygrała osiem z dziewięciu pojedynków, uzyskując taki sam wynik jak Judy Guinness z Wielkiej Brytanii. W walce barażowej o złoto Preis pokonała Guinness 5:3. Na rozgrywanych cztery lata później igrzyskach olimpijskich w Berlinie była trzecia. W rundzie finałowej wygrała pięć z siedmiu pojedynków i uplasowała się za Węgierką Iloną Elek i Niemką Helene Mayer. Po zakończeniu II wojny światowej wystąpiła na igrzyskach olimpijskich w Londynie w 1948 roku, zdobywając kolejny brązowy medal w turnieju indywidualnym. W rundzie finałowej wygrała pięć z siedmiu pojedynków, plasując się za Iloną Elek i Dunką Karen Lachmann. Następnie wystąpiła na igrzyskach olimpijskich w Helsinkach w 1952 roku, gdzie dotarła do półfinałów. Brała też udział w igrzyskach olimpijskich w Melbourne w 1956 roku, gdzie była siódma. 
Podczas mistrzostw świata w Wiedniu w 1931 roku zdobyła brązowy medal w zawodach indywidualnych, za Helene Mayer i Węgierką Erną Bogáti. Następnie zwyciężała na mistrzostwach świata w Lizbonie (1947), mistrzostwach świata w Hadze (1948) i mistrzostwach świata w Monte Carlo (1950), była druga na mistrzostwach świata w Lozannie (1935) oraz trzecia na mistrzostwach świata w Paryżu (1937). Zdobywała również medale w zawodach drużynowych: srebrne na mistrzostwach świata w Kopenhadze (1932) i mistrzostwach świata w Lozannie (1935) oraz brązowe na mistrzostwach świata w San Remo (1936) i mistrzostwach świata w Paryżu (1957).
Ponadto zdobyła wicemistrzostwo Europy indywidualnie i drużynowo w 1935, brązowy medal mistrzostw Europy w 1936 w turnieju drużynowym. 
Osiemnastokrotnie była mistrzynią Austrii (pierwszy raz w 1929, ostatni w 1957), a w 1939 wicemistrzynią III Rzeszy (po tzw. Anschlussie). Kariery zawodniczej nie przerwała także w czasie II wojny światowej, startowała wówczas w wielu zawodach regionalnych.
Po zakończeniu kariery zawodniczej była profesorem Universität für Musik und darstellende Kunst Wien. Uczyła także szermierki aktorów teatralnych i filmowych, współpracowała z Operą Wiedeńską i Burgtheater w Wiedniu.
W 1949 została wybrana najlepszą zawodniczką Austrii. W 1957 otrzymała Srebrną, a w 1982 Wielką Odznakę Honorową za Zasługi dla Republiki Austrii, w 1975 została odznaczona brązowym Orderem Olimpijskim.